# 传奇的诞生：乱世佳人
《传奇的诞生：乱世佳人》（英語：The Making of a Legend: Gone with the Wind），1988年紀錄片，讲述了1939年电影《乱世佳人》从选角到摄制再到最终完成过程中经历的成功和挑战。影片侧重讲述大卫·O·塞尔兹尼克从该书出版到1940年奥斯卡颁奖典礼期间的活动。片中有对制作这部电影的许多剧组和办公室人员的采访。制片人大卫·O·塞尔兹尼克一度与三位导演乔治·丘克、维克托·弗莱明和萨姆·伍德合作，他尽全力不让电影拍摄受到阻碍。他们每个人对电影都有着各自的看法和愿景，因此经常发生冲突。
《传奇的诞生》还讲述了电影拍摄时产生的各种问题，包括让埃羅爾·弗林和賈利·古柏扮演白瑞德的可行度。

## 演员
- 克里斯托弗·普卢默……旁白（配音）
- 杰弗里·塞尔兹尼克……大卫·O·塞尔兹尼克（配音）
- 阿瑟·阿林……他自己——摄影师
- 凯瑟琳·布朗……她自己
- 阿瑟·费洛斯……他自己——乔治·丘克的秘书
- 雷蒙德·A·伦……他自己——《乱世佳人》制片人
- 西尔维娅·舒尔曼·拉德纳……她自己——大卫·O·塞尔兹尼克的秘书
- 詹姆斯·E·纽科姆……他自己——《乱世佳人》助理电影剪接师
- 玛塞拉·拉布温……她自己——大卫·O·塞尔兹尼克的行政助理
- 哈里·L·沃尔夫……他自己——《乱世佳人》摄影助理
- 伊芙蓮·姬綺……她自己——《乱世佳人》女演员
- 巴特弗莱·麦克昆……她自己——《乱世佳人》女演员
- 安·拉瑟福德……她自己——《乱世佳人》女演员
- 莎妮·拉希……她自己——费雯·丽的秘书和朋友
- 威廉·埃里克森……他自己——试映观众
- 约翰尼·奥尔布赖特……他自己——《乱世佳人》臨時演員
- 菲利普·罗斯……他自己
- 朱莉·兰多……她自己